# 新北市立圖書館新店分館

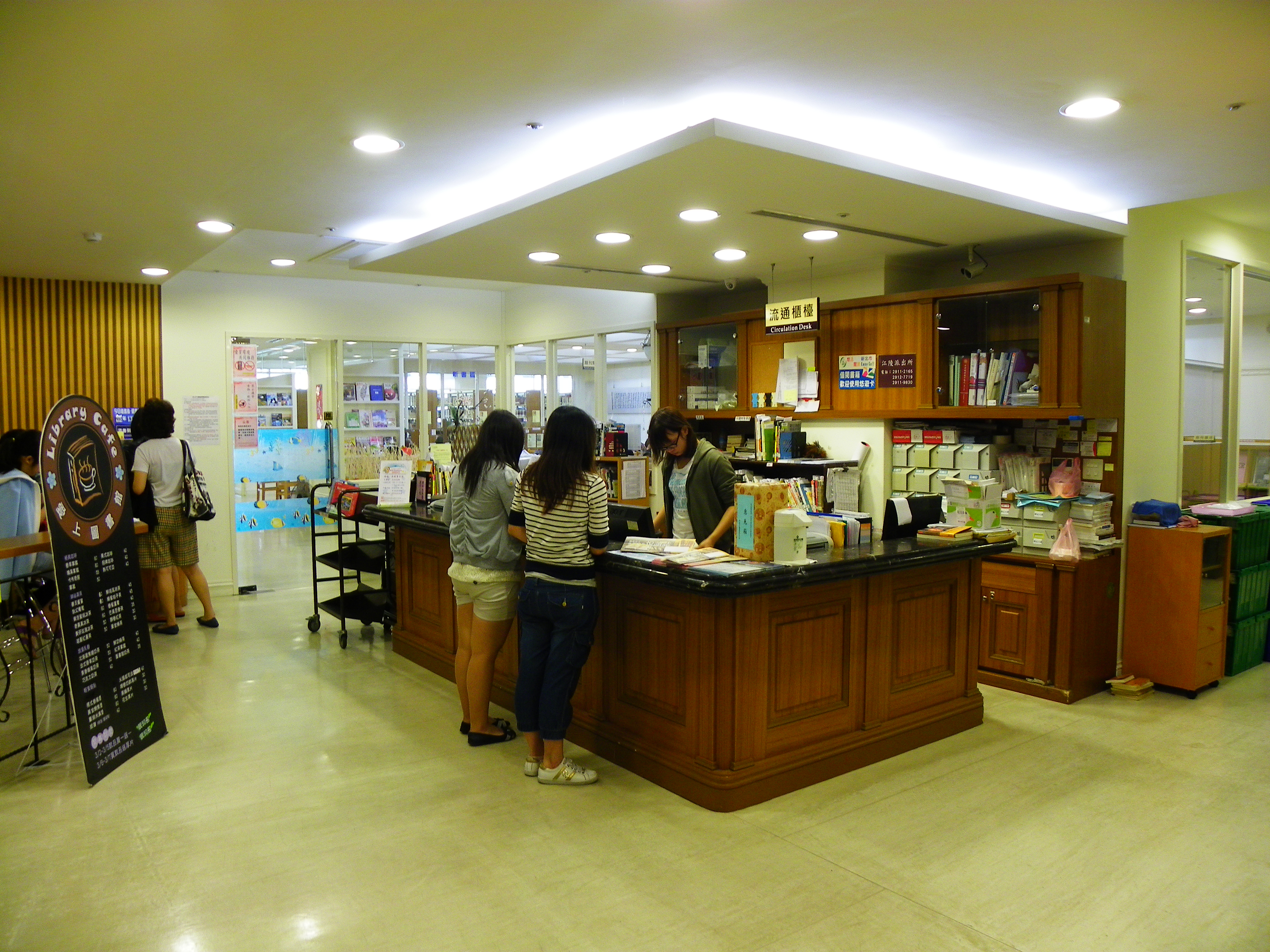
新店分館3樓流通櫃檯

新北市立圖書館新店分館是新北市立圖書館的其中一座分館，位於臺灣新北市新店區北新路捷運新店線大坪林站聯合開發大樓3樓。為中華民國的首座參與式預算圖書館。

## 歷史
新北市立圖書館新店分館成立於1987年（民國76年），舊址設於新店民族路7號文化大樓。2009年10月31日，位於北新路的新館啟用，並規畫為「新店市立圖書館總館」。2010年12月25日，臺北縣升格改制為新北市，新店市立圖書館總館更名為「新北市立圖書館新店分館」。
2019年12月，新店分館因館舍空氣品質不佳、玻璃帷幕漏水及動線不良等問題，辦理室內空間改造工程。為使圖書館服務更符合民眾需求，新店分館首創民眾參與式提案，廣徵民眾意見，增設了親子閱覽室、在地知識學專區及多功能教室，並於2020年8月15日重新啟用。
重新啟用的新店分館運用了新店自然及人文特性，以蜿蜒的新店溪為意象，打造流線型的天花板與書庫區；並結合新店濃濃的藝術風情，館內開闢了全臺獨創的藝術風閱讀小間及在地藝術家專區，充分展現新店獨樹一幟的在地風情。

## 空間規劃
【3樓】閱覽區、期刊閱報區、資訊檢索區、書庫區、青少年專區、親子閱覽室。

## 交通
- 公車
  - 民權路口：290副、918、綠3、綠8、綠13
  - 捷運大坪林站：252、290副、643、644、647、648、793、796、819副、849、941、1551、1728、1968、9009、9012、棕2、綠7、綠9、綠10、綠13、綠15、松江新生幹線、基隆路幹線、【跳蛙公車(湯泉-大坪林-湯泉)】
- 捷運
  - 大坪林站：1號出口，中國信託銀行旁巷內進入步行約2分鐘

## 外部連結
- 新北市立圖書館新店分館 （页面存档备份，存于）